# 世界群島

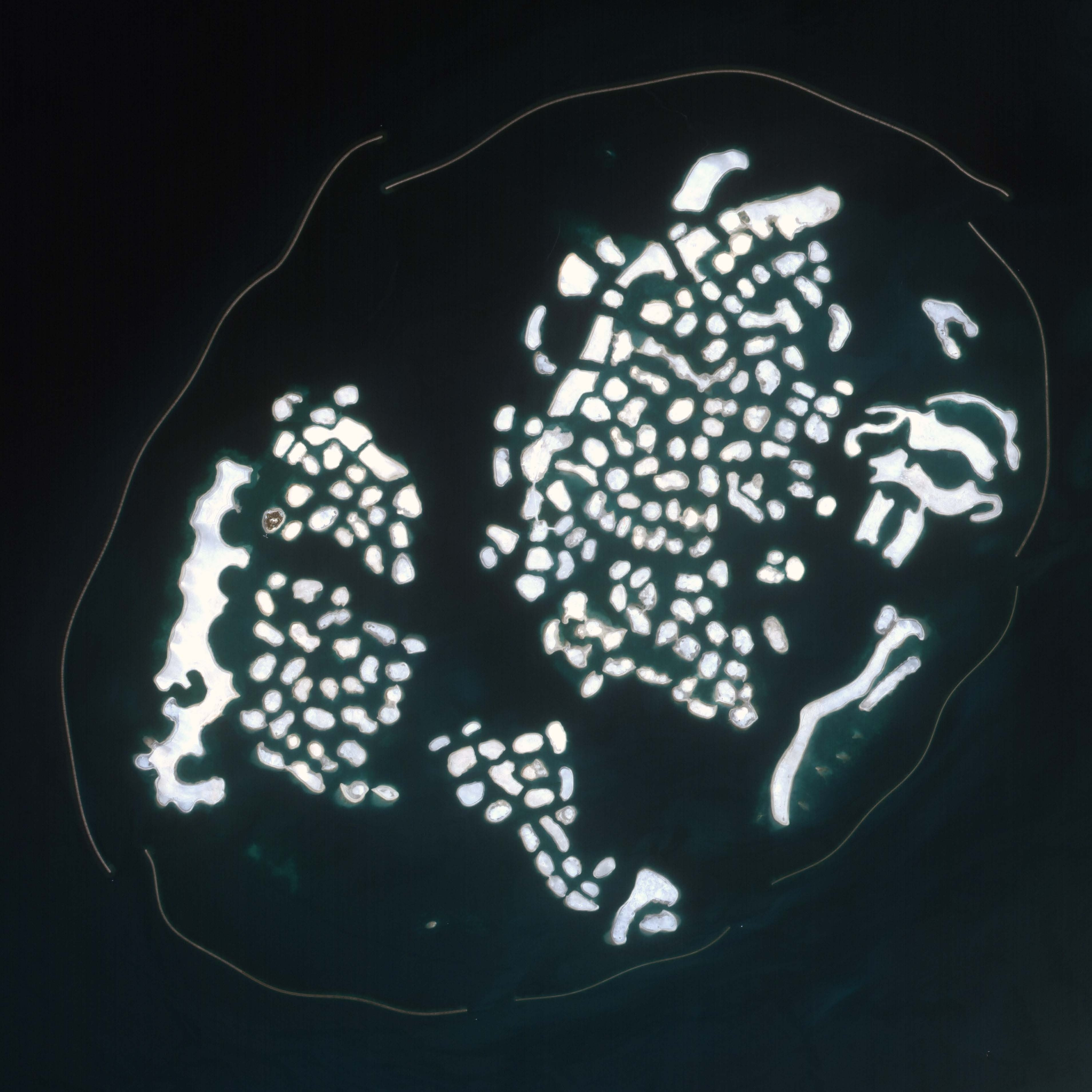

世界群島（阿拉伯语：‎）是一系列形狀為地球各大洲的人工島嶼，離珠美菈海岸4.1公里，鄰近朱美拉棕櫚島，位於阿拉伯聯合酋長國迪拜的阿拉伯塔及拉西德港之間。
這項工程是由同樣位於迪拜的棕櫚群島啟發，由Nakheel公司承建及擁有。世界群島由250至300個小型私人島嶼組成，分為四個等級私人屋宇、屋村、度假區以及社群島。整項工程於2008年完成。
該群島中每個小島面積從250,000至900,000平方英尺（23,226至83,613平方公尺）不等，島間由50到100公尺的水域隔閡，覆蓋範圍長9公里，寬6公里，由橢圓形的防波堤包圍。前往該群島的唯一途徑是小艇或直升機。每座小島的建築費用約為2500萬美元。

## 地標
- 聖彼得堡島、摩納哥島、義大利島、荷蘭島，這些島是相連的。島上建築物頗多。
- 黎巴嫩島，根據GOOGLE地圖，島上有種樹、有建築物、有水池，有船舶出租服務。

## 圖片集

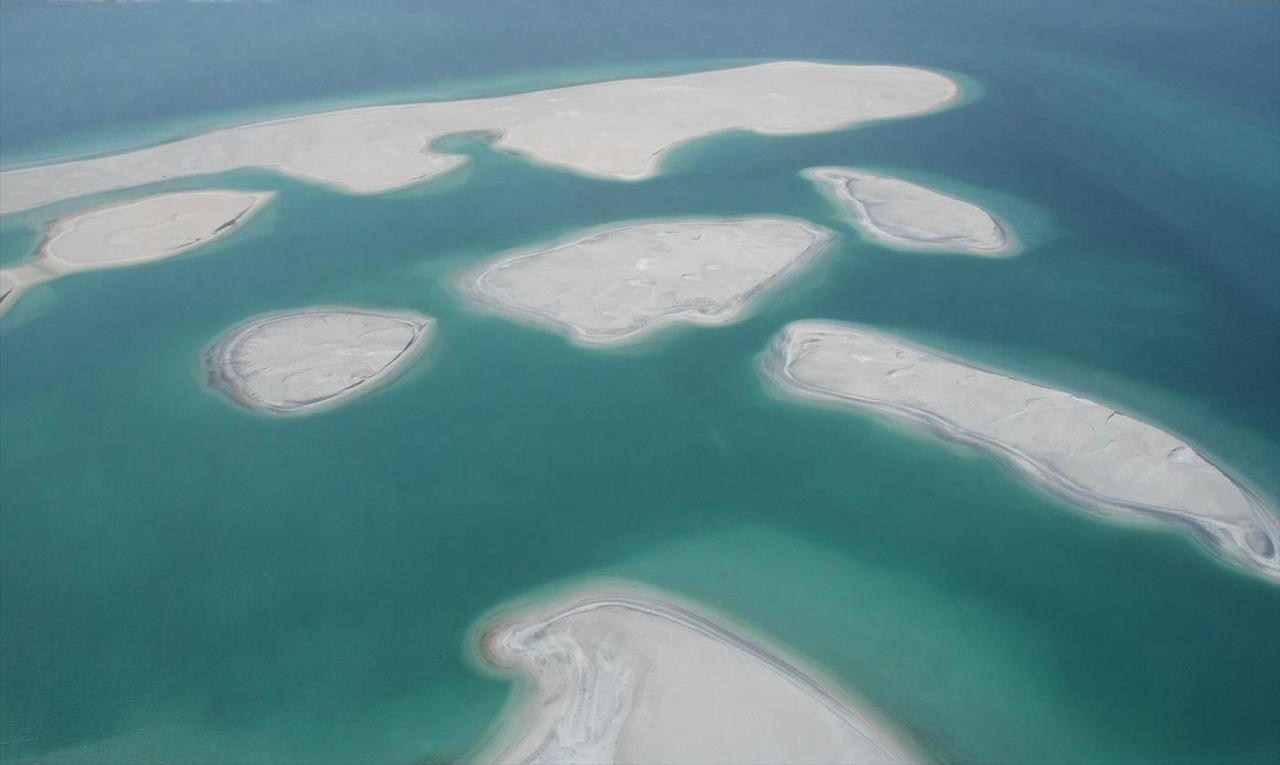
2007年5月1日
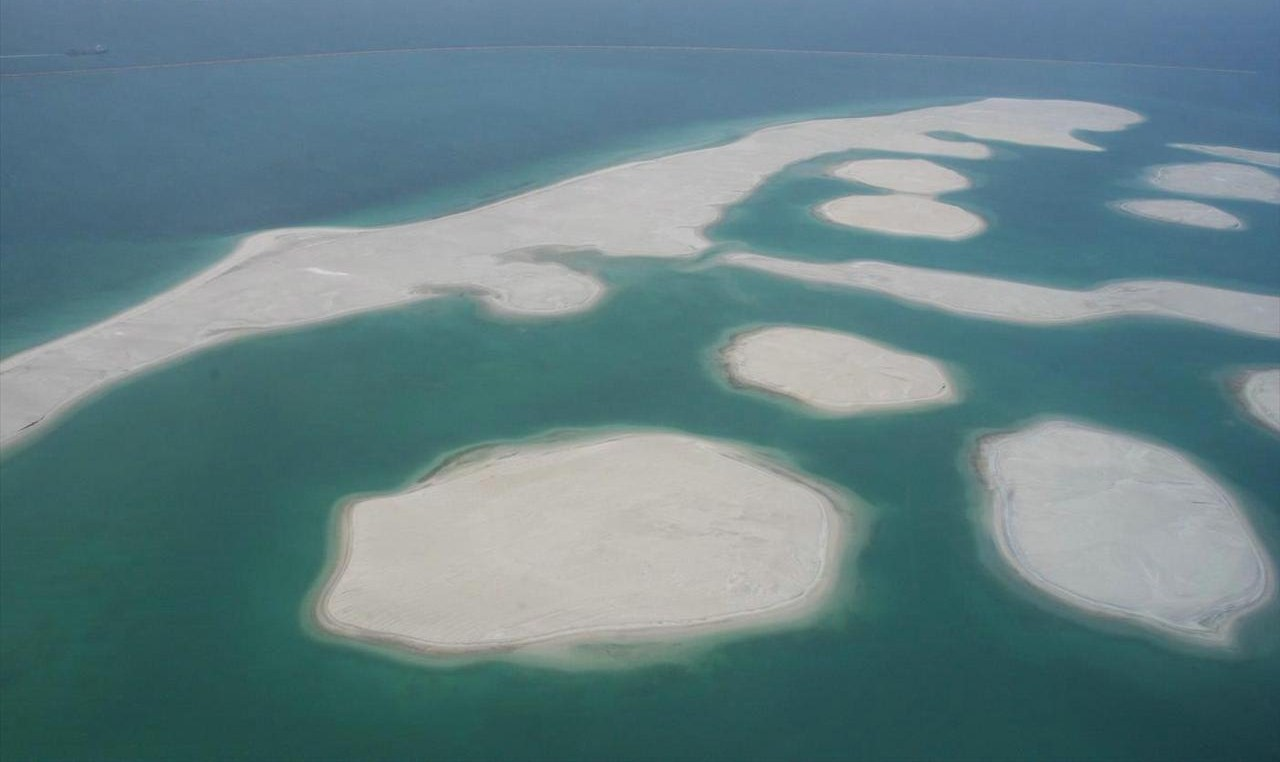
2007年5月1日
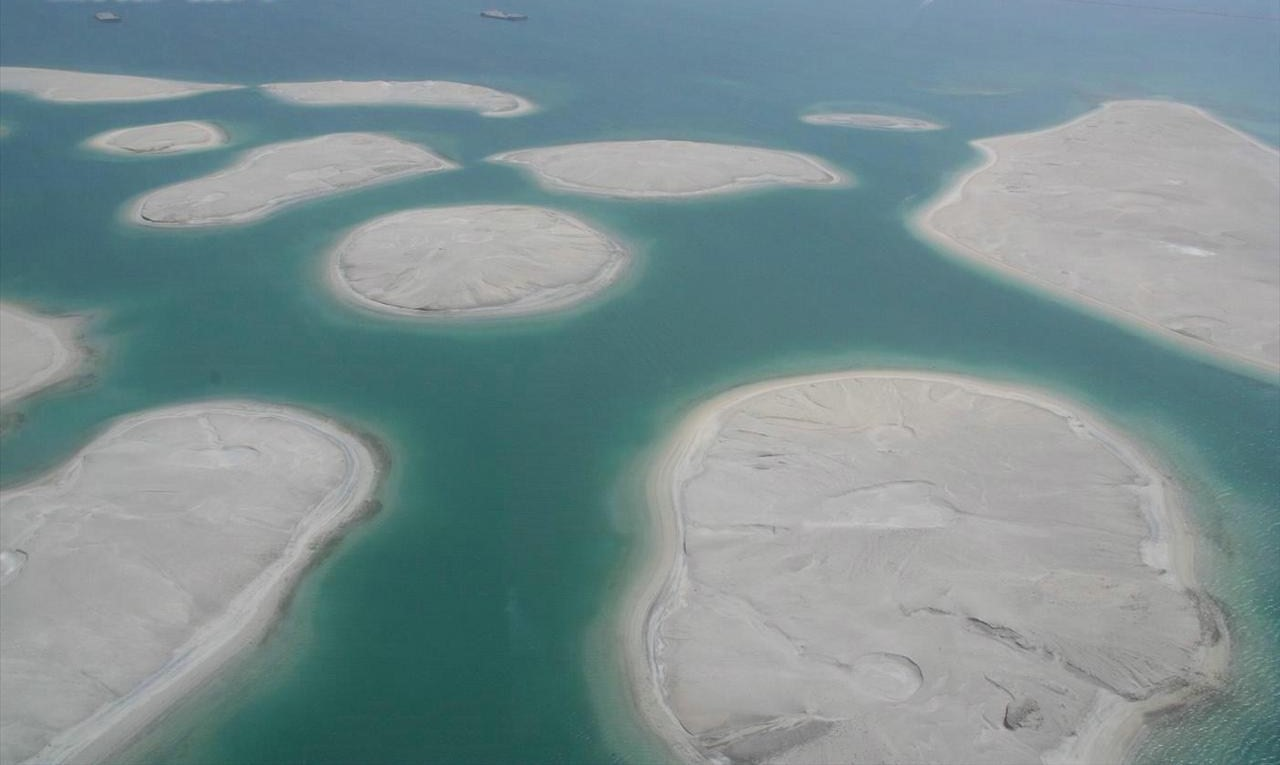
2007年5月1日
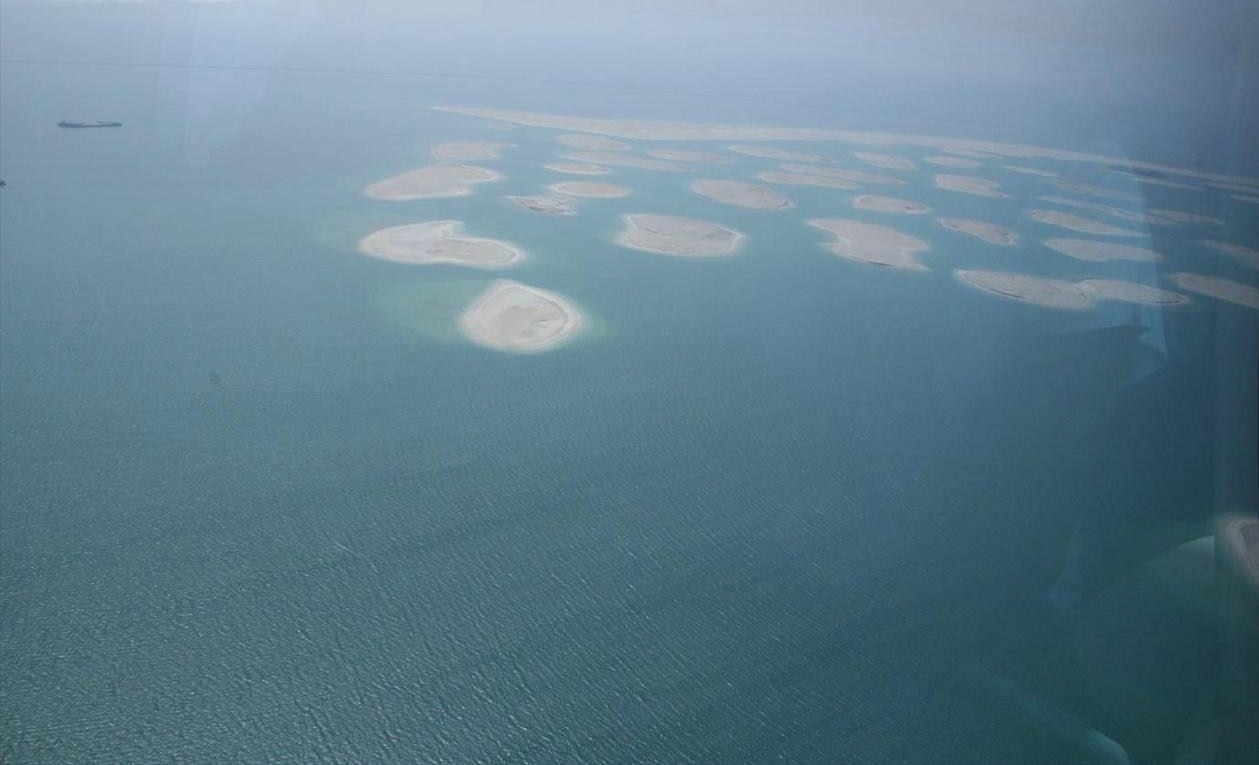
2007年5月1日
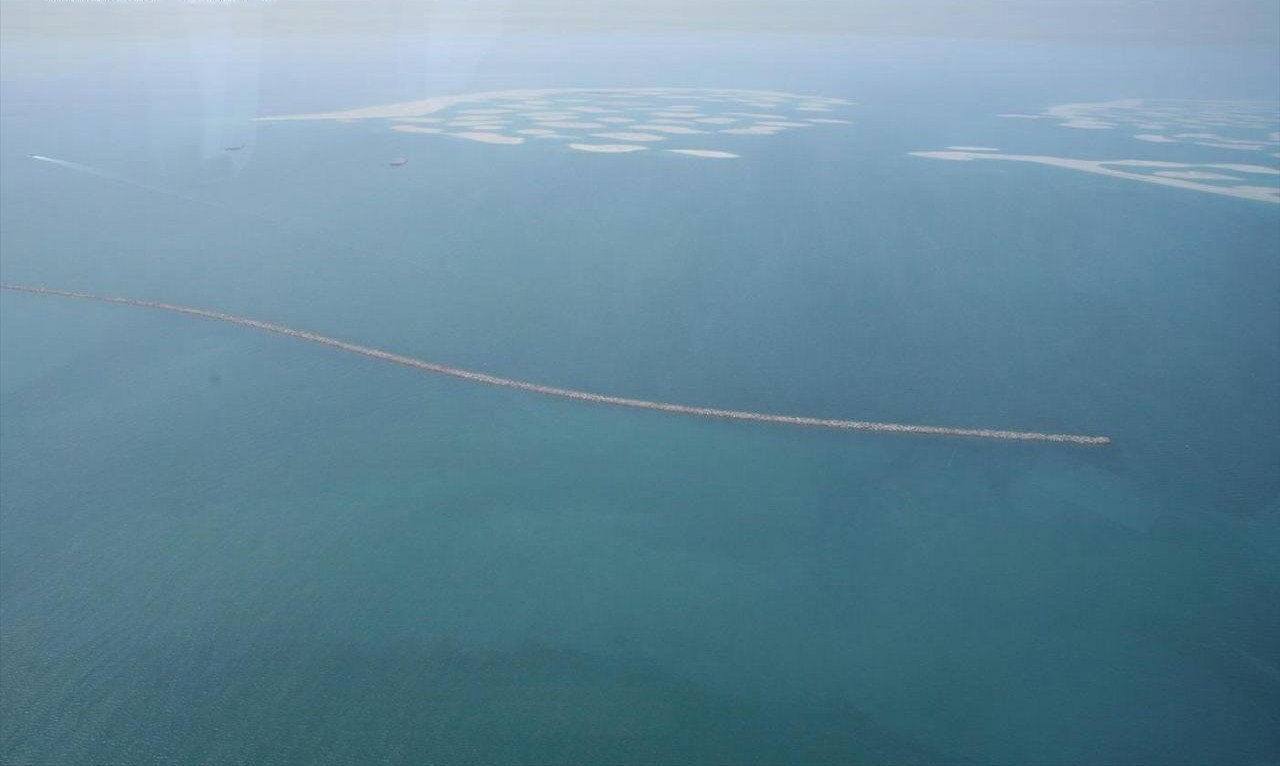
2007年5月1日
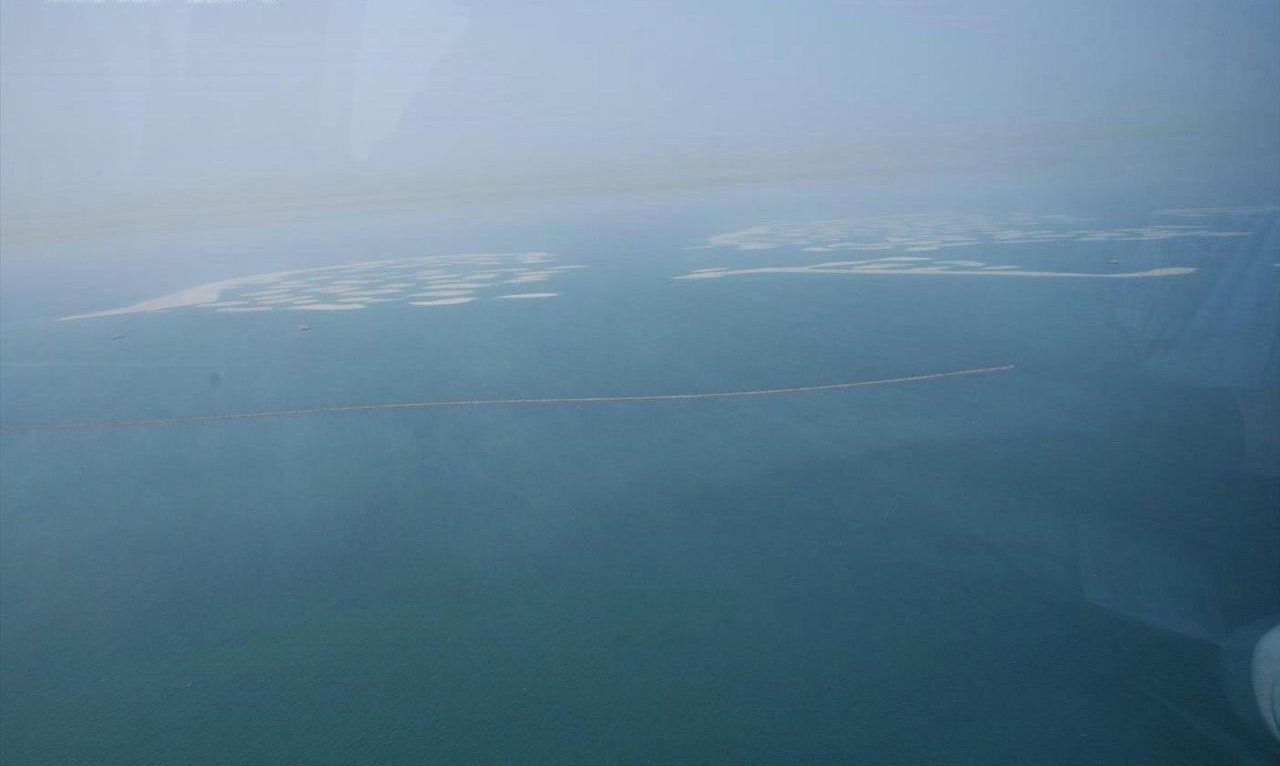
2007年5月1日
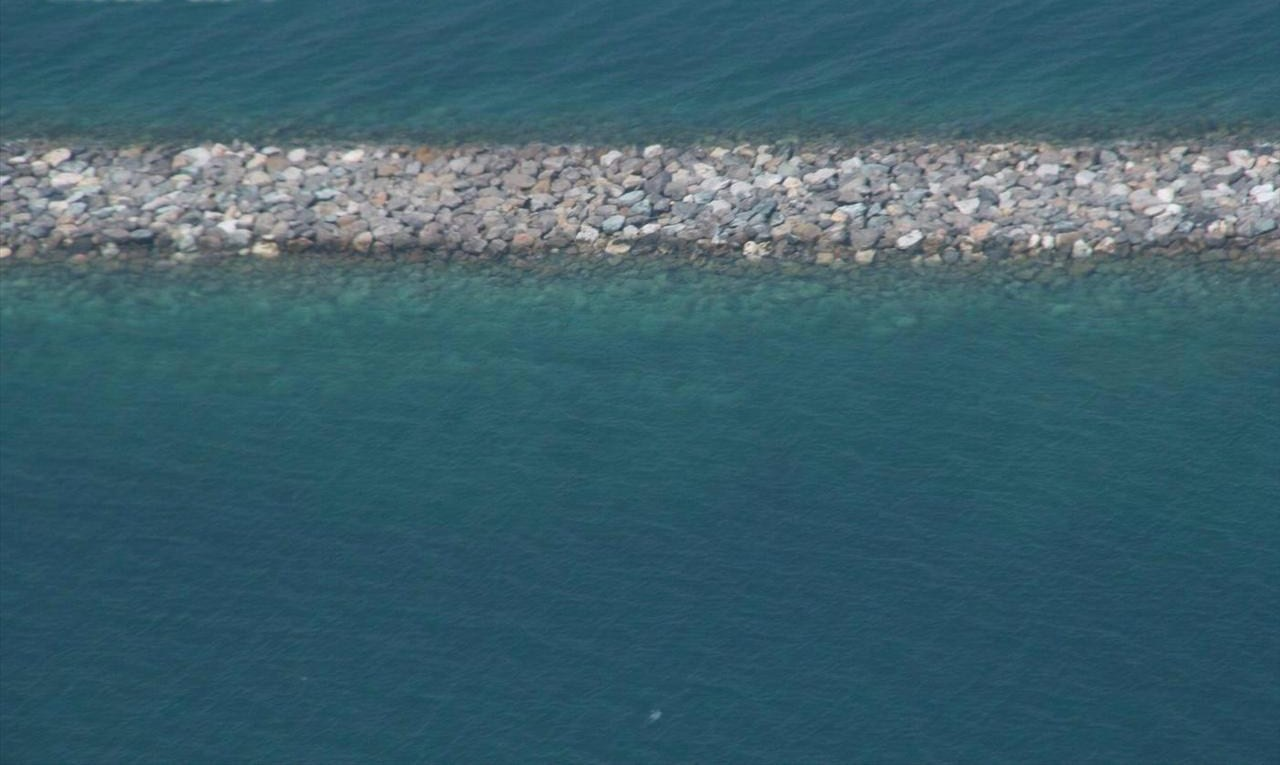
世界群島的防波堤
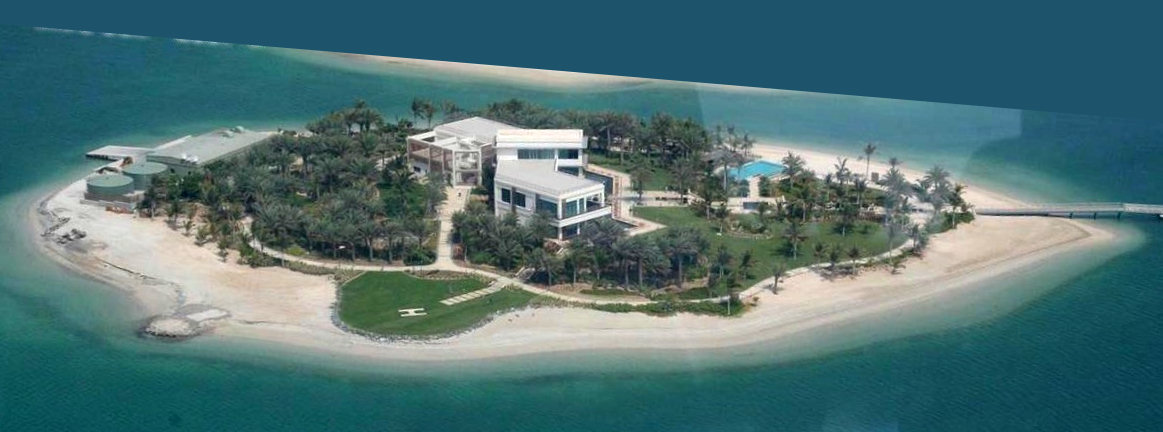
由賽車手迈克尔·舒马赫擁有的建築

## 外部連結
- 世界群島官方網站
- 世界群島在Google Maps上的卫星照片

25°13′00″N 55°10′00″E / 25.21667°N 55.16667°E